# Michael Wonneberger

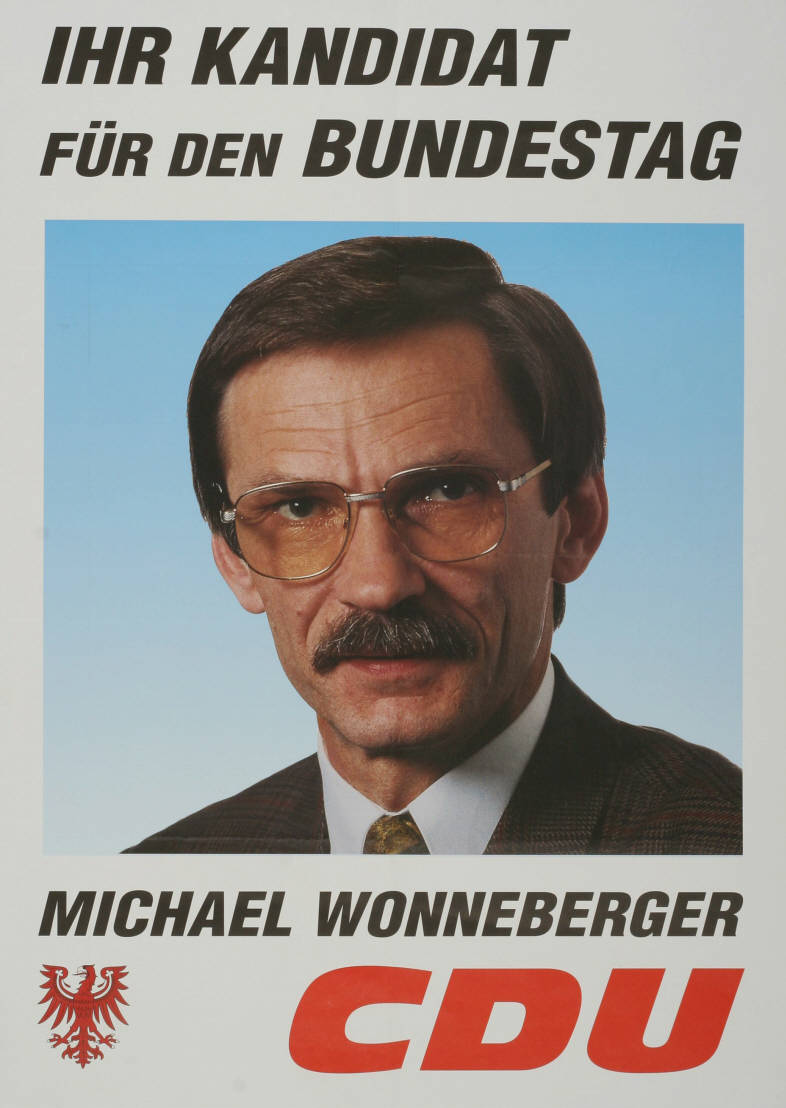
Kandidatenplakat zur Bundestagswahl 1994

Michael Wonneberger (* 25. April 1944 in Breslau; † 24. April 2008 in Cottbus) war ein deutscher Politiker (CDU).

## Leben und Beruf
Michael Wonneberger besuchte die Grundschule in Zwickau und die Mittelschule in Werdau (Sachsen). Im Anschluss machte er eine Lehre als Landwirt. In den Jahren 1965 bis 1968 folgte ein Studium an der Ingenieurschule für Landtechnik Nordhausen (Abschluss: Ingenieur für Landtechnik). Von 1971 bis 1976 studierte er weiter an der Ingenieurhochschule Berlin-Wartenberg und schloss diese als Diplomingenieur für Landtechnik ab. Er war verheiratet und hatte zwei Kinder. Er starb nach langer schwerer Krankheit.

## Politik
Wonneberger trat 1968 in die CDU ein und war von 1969 bis 1979 Ortsverbandsvorsitzender seiner Partei in Laubsdorf und von 1984 bis 1988 in Cottbus. 1979 bis 1990 saß er als Mitglied im Cottbuser Bezirksvorstand und war seit 1989 Mitglied des Landesvorstandes der Brandenburger CDU.
Er saß vom 18. März bis zu ihrer letzten Sitzung am 2. Oktober 1990 in der Volkskammer der DDR. Am 3. Oktober 1990 wurde er Mitglied des Deutschen Bundestages. In der Bundestagswahl 1990 gewann er das Direktmandat des Wahlkreises Cottbus – Spree-Neiße. Er schied 1998 aus dem Bundestag aus. Dort war er im Ausschuss für wirtschaftliche Zusammenarbeit und Entwicklung. Zudem saß er als Bundestagsabgeordneter im NATO-Gremium Nordatlantische Versammlung. Nach seinem Ausscheiden aus der Bundespolitik wurde er 1998 Mitglied der Stadtverordnetenversammlung in Cottbus und wurde 2003 deren Vorsitzender.
Innerhalb seiner Partei war er zudem Mitglied in der Christlich-Demokratischen Arbeitnehmerschaft (CDA) und der Kommunalpolitischen Vereinigung (KPV).